# Tibor Molnár
Dans le nom hongrois Molnár Tibor, le nom de famille précède le prénom, mais cet article utilise l’ordre habituel en français Tibor Molnár, où le prénom précède le nom.
Pour les articles homonymes, voir Molnár.
Tibor Molnár, né le 26 juillet 1921 à Zagyvapálfalva, dans le comitat de Nógrád, en Hongrie, et mort le 24 novembre 1982 à Budapest (Hongrie), est un acteur hongrois.

## Filmographie

### Au cinéma
- 1948 : Tűz
- 1948 : Un lopin de terre (Talpalatnyi föld) de Frigyes Bán : Jani Tarcali
- 1949 : Szabóné
- 1950 : Lúdas Matyi
- 1950 : Úri muri
- 1951 : Becsület és dicsőség : Bikov, stakhanoviste soviétique
- 1951 : Déryné : József Katona
- 1952 : Semmelweis : Hamerlin
- 1952 : Ütközet békében : Széki
- 1952 : Vihar : Gyula Göndöcs, secrétaire du parti
- 1953 : Állami Áruház
- 1953 : Föltámadott a tenger : Irinyi
- 1953 : A harag napja : Bognár
- 1953 : Kiskrajcár : Kubikus
- 1954 : Ami megérthetlen
- 1954 : Rokonok
- 1954 : Simon Menyhért születése
- 1955 : Budapesti tavasz : Bertalan Gazsó
- 1955 : Különös ismertetőjel : János Busa
- 1955 : A 9-es kórterem : Gáspár Tóth
- 1956 : Egymásért
- 1956 : Szakadék : Ferenc Bakos
- 1956 : Ünnepi vacsora : Tuba Sanyi
- 1957 : Mese a 12 találatról
- 1957 : Két vallomás
- 1957 : Kis Samu Jóska : Kis Samu
- 1957 : A császár parancsára : Mihály
- 1958 : Quelqu'un frappe à la porte : Alexandre
- 1959 : Refuge England
- 1961 : Megöltek egy lányt : Marci
- 1961 : Deux Mi-temps en enfer (Két félidő a pokolban) de Zoltán Fábri : Rácz
- 1962 : Megszállottak : Directeur général
- 1962 : Májusi fagy
- 1962 : Pesti háztetők : Csurik
- 1962 : Lopott boldogság : Sándor Szirák
- 1962 : Angyalok földje : Monsieur Imre
- 1963 : Isten őszi csillaga
- 1963 : Bálvány : Drahos
- 1963 : Párbeszéd : Géza Králik
- 1963 : Fotó Háber
- 1964 : Váltás
- 1964 : Egy ember, aki nincs : Zámbó
- 1964 : Karambol : L'entraîneur
- 1964 : Miért rosszak a magyar filmek? : Tokodi
- 1965 : Mon chemin (Így jöttem) de Miklós Jancsó : L'homme revenant chez lui
- 1965 : Vingt heures (Húsz óra) de Zoltán Fábri : Máthé
- 1965 : Déltől hajnalig : János Balla
- 1965 : A kőszívű ember fiai : Général hongrois
- 1965 : A Tenkes kapitánya : Siklósi
- 1966 : Les Sans-Espoir (Szegénylegények) de Miklós Jancsó : Kabai
- 1966 : Fény a redőny mögött : Chauffeur de camion
- 1966 : Szentjános fejevétele : Président de coopérative
- 1966 : Les Jours glacés (Hideg napok) : Commandant de prison
- 1966 : Nem szoktam hazudni : Policier
- 1967 : Édes és keserű : Policier
- 1967 : Utószezon : Doreur
- 1967 : Sellő a pecsétgyűrűn I
- 1967 : Sellő a pecsétgyűrűn II
- 1967 : Les Dix Mille Soleils (Tízezer nap) de Ferenc Kósa : István Széles
- 1967 : Rouges et Blancs (Csillagosok, katonák) de Miklós Jancsó : András
- 1968 : Bűnös a közöny
- 1968 : A völgy : Tibor
- 1968 : A holtak visszajárnak : Solti
- 1968 : Az utolsó kör : Père de Sanyi
- 1968 : Egri csillagok : Le prêtre Márton
- 1969 : Feldobott kő : András Kerék
- 1969 : Az örökös : Contremaître
- 1969 : Dis-moi bonjour (Szemüvegesek) de Sándor Simó : Camarade Szántó
- 1970 : Szemtől szembe : Partisan slovaque
- 1970 : Arc : Voisin d'Andi
- 1970 : Mérsékelt égöv : István Kovács
- 1970 : Gyula vitéz télen-nyáron : Lajos
- 1971 : Én vagyok Jeromos : A bányász
- 1971 : Együtt
- 1972 : Psaume rouge (Még kér a nép) de Miklós Jancsó : Imre Lovas
- 1972 : Harminckét nevem volt
- 1972 : Romantika : Un paysan
- 1974 : A locsolókocsi : Mihálik
- 1975 : Tűzgömbök : József Zách
- 1976 : A királylány zsámolya : Charbonnier
- 1976 : Quand Joseph revient (Ha megjön József) de Zsolt Kézdi-Kovács : Dávid, l'ex-mari d'Ágnes
- 1976 : Árvácska : Un homme
- 1976 : Man Without a Name (Azonosítás) : Monsieur Péter
- 1977 : A csillagszemű : Molnár
- 1978 : Les Hongrois (Magyarok) de Zoltán Fábri : Dániel Gáspár
- 1978 : A közös bűn : Stibor
- 1978 : A ménesgazda
- 1979 : Kinek a törvénye? : Antal Samu
- 1980 : Kojak Budapesten
- 1983 : Les Récidivistes (Visszaesők) de Zsolt Kézdi-Kovács : Monsieur Pista
- 1986 : Keserű igazság : Bónis

### À la télévision
- 1975 : Michel Strogoff : Pigassol (mini-série, 1 épisode)

## Récompenses et distinctions
- Prix Kossuth
- Prix Mari-Jászai